# Telescopio Liverpool
Il telescopio Liverpool è un telescopio situato all'osservatorio del Roque de los Muchachos, completamente automatizzato che con il RCS (remote control system) ogni notte decide da sé che cosa osservare a seconda delle condizioni meteo e della visibilità. Si può osservare con il telescopio anche online. Sono in corso i piani per la costruzione di un telescopio Liverpool 2.

## New Robotic Telescope
Il Telescopio Liverpool 2, chiamato anche New Robotic Telescope, è attualmente in fase di design. Sarà ubicato anch'esso a La Palma e disporrà di uno specchio primario del diametro di 4 m, diventando il più grande telescopio robotizzato al mondo. Tale specchio sarà composto da 6 segmenti, ma è ancora da decidere se di forma esagonale o circolare. L'entrata in uso è prevista per il 2024 e l'idea di un telescopio robotizzato di queste dimensioni porterà a un'innovazione nello studio di esopianeti e supernove.